# 耶路撒冷邮报
《耶路撒冷邮报》（英語：The Jerusalem Post）是以色列发行的一份英文日报。1932年12月1日由格申·阿格龙创办，最初名为《巴勒斯坦邮报》（The Palestine Post）。一开始是一份左翼报纸，1980年代转向右翼。

## 外埠連結
- 官方网站
- 官方网站 （法文）
- Palestine Post（页面存档备份，存于）—complete searchable contents 1932–1950
- Palestine Bulletin（页面存档备份，存于）—complete searchable contents 1925–1932